# Бутузов, Владимир Александрович
Владимир Александрович Бутузов (21 августа 1912, Ингульское, Херсонская губерния — 12 февраля 1990) — советский архитектор, Заслуженный архитектор РСФСР (1972).

## Биография
Родился 8 (21) августа 1912 года в селе Ингульское (ныне Кировоградская область Украины).
В 1937 году окончил МАРХИ, где учился у И. В. Рыльского и А. В. Власова. С 1940 года член Союза архитекторов СССР.
Участник Великой Отечественной войны.
С 1949 года член ВКП(б). С 1951 года работал в Архитектурно-проектной мастерской, в 1955 году возглавил эту мастерскую. В 1961—1964 годах был секретарём правления Союза архитекторов СССР. С 1964 года — начальник управления жилищного строительства комитета по гражданскому строительству и архитектуре при Госстрое СССР. В 1987 году стал главным архитектором Байкало-Амурской Магистрали (БАМ). Ряд проектов выполнил совместно с женой, архитектором Кларой Фёдоровной Бутузовой.
Депутат Ждановского райсовета, член президиума Московской организации Союза архитекторов, вице-президент общества «СССР-Кипр».
Жил в Москве по адресу: Ленинградский проспект, 75Б. Скончался 12 февраля 1990 года. Похоронен на Ваганьковском кладбище.

## Постройки
- Жилые дома в Казани (1947)[3];

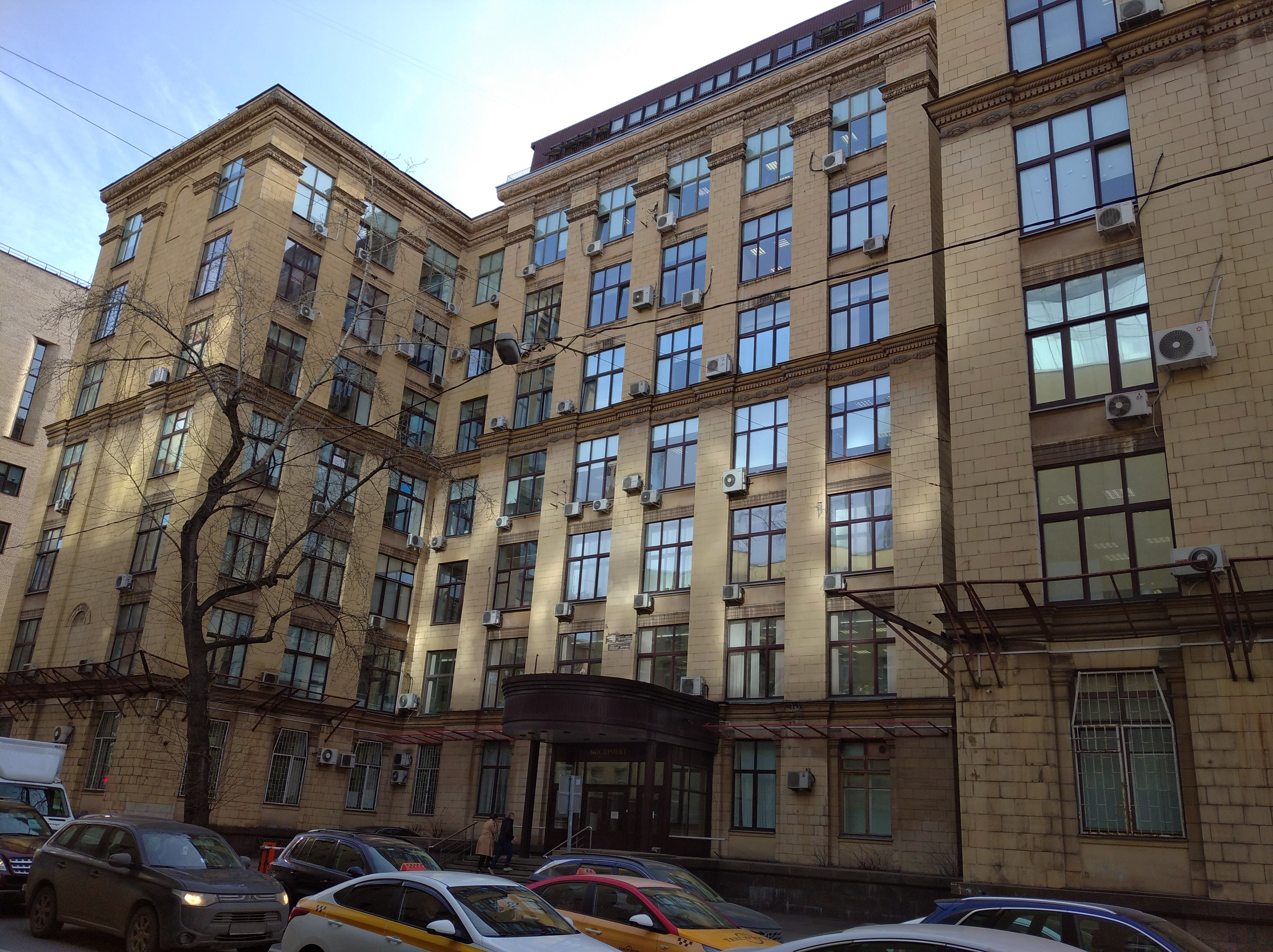
Здание «Моспроекта»

- Жилые дома в Графском переулке (1950)[3];
- Здания института «Моспроект» и Института генплана Москвы на 1-й и 2-й Брестских улицах (1952, совместно с К. Ф. Бутузовой)[6];
- Административное здание Машгиза на проспекте Мира (1954—1955)[10];
- Панорамный кинотеатр «Мир» на Цветном бульваре (1957, совместно с Н. С. Стригалёвой и М. И. Богдановым)[6];
- Административное здание на улице Ямского Поля (1957, совместно с К. Ф. Бутузовой и В. В. Федосеевым)[3];
- Административное здание на Трифоновской улице (1957, совместно с К. Ф. Бутузовой и В. В. Федосеевым)[3];
- Жилые дома на Пионерских прудах (1958)[3];
- Жилой район Новые Кузьминки (1955—1961, с коллективом архитекторов)[3];
- Дворец культуры в Тиране (1961, совместно с А. А. Шайхетом, Л. О. Андреевым, К. Ф. Бутузовой, А. Н. Шингарёвым)[3];
- Мемориальная доска в память В. И. Ленина в Кремле (1966, совместно с А. П. Кибальниковым)[3];

## Награды
- Заслуженный архитектор РСФСР (1972)[3][2];
- Грамота Президиума Верховного совета РСФСР[2];
- Орден Трудового Красного Знамени;
- Орден Отечественной войны 2-й степени (1985)[4];
- Дважды медаль «За боевые заслуги»[4];
- Медаль «За оборону Ленинграда»[4];
- Медаль «За победу над Германией в Великой Отечественной войне 1941—1945 гг.»[4].